# Lijst van nummer 1-hits in Duitsland in 2011
Deze hits stonden in 2011 op nummer 1 in de Musikmarkt Top 100, de bekendste hitlijst in Duitsland.
| Datum        | Artiest                          | Titel                        |
| ------------ | -------------------------------- | ---------------------------- |
| 7 januari    | The Black Eyed Peas              | The time (Dirty bit)         |
| 14 januari   | The Black Eyed Peas              | The time (Dirty bit)         |
| 21 januari   | The Black Eyed Peas              | The time (Dirty bit)         |
| 28 januari   | The Black Eyed Peas              | The time (Dirty bit)         |
| 4 februari   | Adele                            | Rolling in the deep          |
| 11 februari  | Adele                            | Rolling in the deep          |
| 18 februari  | Bruno Mars                       | Grenade                      |
| 25 februari  | Bruno Mars                       | Grenade                      |
| 4 maart      | Bruno Mars                       | Grenade                      |
| 11 maart     | Bruno Mars                       | Grenade                      |
| 18 maart     | Lady Gaga                        | Born this way                |
| 25 maart     | Lady Gaga                        | Born this way                |
| 1 april      | Bruno Mars                       | Grenade                      |
| 8 april      | Bruno Mars                       | Grenade                      |
| 15 april     | Jennifer Lopez & Pitbull         | On the floor                 |
| 22 april     | Jennifer Lopez & Pitbull         | On the floor                 |
| 29 april     | Jennifer Lopez & Pitbull         | On the floor                 |
| 6 mei        | Jennifer Lopez & Pitbull         | On the floor                 |
| 13 mei       | Jennifer Lopez & Pitbull         | On the floor                 |
| 20 mei       | Pietro Lombardi                  | Call my name                 |
| 27 mei       | Pietro Lombardi                  | Call my name                 |
| 3 juni       | Pietro Lombardi                  | Call my name                 |
| 10 juni      | Pietro Lombardi                  | Call my name                 |
| 17 juni      | LMFAO, Lauren Bennett & GoonRock | Party rock anthem            |
| 24 juni      | LMFAO, Lauren Bennett & GoonRock | Party rock anthem            |
| 1 juli       | Jennifer Lopez & Pitbull         | On the floor                 |
| 8 juli       | Alexandra Stan                   | Mr. Saxobeat                 |
| 15 juli      | Alexandra Stan                   | Mr. Saxobeat                 |
| 22 juli      | Alexandra Stan                   | Mr. Saxobeat                 |
| 29 juli      | Alexandra Stan                   | Mr. Saxobeat                 |
| 5 augustus   | Alexandra Stan                   | Mr. Saxobeat                 |
| 12 augustus  | Alexandra Stan                   | Mr. Saxobeat                 |
| 19 augustus  | Alexandra Stan                   | Mr. Saxobeat                 |
| 26 augustus  | Don Omar & Lucenzo               | Danza kuduro                 |
| 2 september  | Marlon Roudette                  | New age                      |
| 9 september  | Marlon Roudette                  | New age                      |
| 16 september | Marlon Roudette                  | New age                      |
| 23 september | Marlon Roudette                  | New age                      |
| 30 september | Marlon Roudette                  | New age                      |
| 7 oktober    | Marlon Roudette                  | New age                      |
| 14 oktober   | Marlon Roudette                  | New age                      |
| 21 oktober   | Marlon Roudette                  | New age                      |
| 28 oktober   | Rihanna & Calvin Harris          | We found love                |
| 4 november   | Aura Dione                       | Geronimo                     |
| 11 november  | Rihanna & Calvin Harris          | We found love                |
| 18 november  | Rihanna & Calvin Harris          | We found love                |
| 25 november  | Flo Rida                         | Good feeling                 |
| 2 december   | Rihanna & Calvin Harris          | We found love                |
| 9 december   | Lana Del Rey                     | Video games                  |
| 16 december  | Lana Del Rey                     | Video games                  |
| 23 december  | Lana Del Rey                     | Video games                  |
| 30 december  | Gotye & Kimbra                   | Somebody that I used to know |